# Beaugarde
Beaugarde was een Nederlandse popgroep. De groep werd in 1977 opgericht, na de opheffing van de jazzrockband Spin. Ex-Spin-gitarist Hans Hollestelle nam samen met multikunstenaar Ilja Gort (After Tea) één album op, Solo Mortale.

## Geschiedenis
Hans Hollestelle en Ilja Gort leerden elkaar kennen tijdens opnamesessies. Hollestelle was werkzaam als sessiemuzikant en Gort componeerde muziek voor reclamespots en korte films. Gort schreef tussen de bedrijven door eigen nummers die hij te persoonlijk vond om op te nemen. Hollestelle wist hem zover te krijgen dat hij ze liet horen. Dit leidde tot een samenwerking waarbij bij Hollestelle thuis de opnames plaatsvonden op een achtsporenband.
Hollestelle en Gort trokken met de opnames langs studio's in de hoop een contract binnen te slepen. Ze tekenden bij Ariola. In enkele uren en voor 60.000 gulden werd er een plaat opgenomen. De bandnaam HolleGort Band werd ongeschikt geacht voor de Amerikaanse markt waardoor uiteindelijk gekozen werd voor Beaugarde, waarmee de band zich vernoemde naar Gorts favoriete acteur Dirk Bogarde.
In 1978 werd Solo Mortale uitgebracht. Van dit album is de single 'I Ain't Got No Leg' afkomstig. Hierna gingen de heren alweer uit elkaar.